# Akiko Kawase
Akiko Kawase, född den 13 juli 1971 i Tokyo, Japan, är en japansk konstsimmare.
Hon tog OS-brons i lagtävlingen i konstsim i samband med de olympiska konstsimstävlingarna 1996 i Atlanta.